# O Príncipe
O Príncipe (em italiano, Il Principe) é um livro escrito por Nicolau Maquiavel em 1513, cuja primeira edição foi publicada postumamente, em 1532. Trata-se de uma das teorias políticas mais elaboradas pelo pensamento humano e que tem grande influência em descrever o  Estado desde a sua publicação até os dias de hoje, mesmo os sistemas de governo já serem variados. No mesmo estilo do Institutio Principis Christiani de Erasmo de Roterdã, o intuito de O Príncipe é descrever as maneiras de conduzir-se nos negócios públicos internos e externos, e fundamentalmente, como conquistar e manter um principado, ou seja, um guia para como se chegar e manter-se no poder.
Maquiavel deixa de lado o tema de A República que será mais bem discutido nos Discursos sobre a Primeira Década de Tito Lívio. 
O tratado político possui 26 capítulos, além de uma dedicatória a Lourenço II de Médici (1492–1519), Duque de Urbino. Mediante conselhos, sugestões e ponderações realizadas a partir de acontecimentos anteriores na esfera política das principais localidades de então, o livro pretendia ser uma forma de ganhar confiança do duque, que lhe concederia algum cargo. No entanto, Maquiavel não alcançou suas ambições.
Apesar de afirmarem que neste livro se encontra a famosa expressão "os fins justificam os meios", significando que não importa o que o governante faça em seus domínios, desde que seja para manter-se como autoridade, a expressão não se encontra no texto, mas tornou-se uma interpretação tradicional do pensamento maquiaveliano. Alguns cursos de administração de empresas fazem leituras aparentemente deturpadas de tal obra, afirmando que, se uma empresa for gerida considerando as metódicas análises do autor, essa conseguiria prosperar no mercado. Suas considerações e recomendações aos governantes sobre a melhor maneira de administrar o governo caracterizam a obra como uma teoria do Estado moderno.
Uma leitura apressada ou enviesada de Maquiavel pode levar-nos a entendê-lo como um defensor da falta de ética na política, em que "os fins justificam os meios". Para entender sua teoria, é necessário colocá-lo no contexto da Itália renascentista, em que se lutava contra os particularismos locais. Durante o século XVI, a península Itálica estava dividida em diversos pequenos estados, entre repúblicas, reinos, ducados, além dos Estados Papais. As disputas de poder entre esses territórios era constante, a ponto de os governantes contratarem os serviços de Condottieri (mercenários) com o intuito de obter conquistas territoriais. A obra de Maquiavel revela a consciência diante do perigo da divisão política da península em vários estados, que estariam expostos, à mercê das grandes potências da Europa.

## Capítulos do livro
1. De quantas espécies são os principados e como são adquiridos
2. Os principados hereditários
3. Os principados mistos
4. A razão pela qual o reino de Dario III, ocupado por Alexandre, não se rebelou contra seus sucessores após a morte deste
5. De que modo devem-se governar as cidades ou os principados que, antes da conquista, possuíam leis próprias
6. Os principados conquistados com as próprias armas e qualidades pessoais
7. Os principados novos conquistados com as armas e virtudes de outrem
8. Dos que conquistaram o principado através do crime
9. O principado civil
10. Como medir as forças de todos os principados
11. Os principados eclesiásticos
12. Os tipos de milícias e os soldados mercenários
13. Os exércitos auxiliares, mistos e próprios
14. Os deveres do príncipe com suas tropas
15. As qualidades pelas quais os homens, sobretudo os príncipes, são louvados ou vituperados
16. A generosidade e a parcimônia
17. A crueldade e a clemência: se é melhor ser amado do que temido, ou o contrário
18. Os príncipes e a palavra dada
19. Como evitar o desprezo e o ódio
20. Se as fortalezas e muitas outras coisas cotidianas usadas pelos príncipes sejam úteis ou inúteis
21. Como um príncipe deve agir para ser estimado
22. Dos secretários que acompanham o príncipe
23. Como evitar os aduladores
24. Porque os príncipes da Itália perderam seus Estados.
25. Quanto pode a fortuna influenciar as coisas humanas e como se pode resistir a ela.
26. Exortação para retomar a Itália e libertá-la dos bárbaros

## Síntese
Entre 1502 e 1503, Maquiavel exerceu o cargo de embaixador junto a César Bórgia, estadista sem escrúpulos e capitão das forças dos Estados Pontifícios. Dominava o governo papal e usava todos os meios para conquistar novas terras e estender o domínio da família Bórgia na Itália. Os cinco meses como embaixador junto a César Bórgia o encheu de admiração.
A obra “O Príncipe”, escrita por Maquiavel em 1513, e publicada postumamente em 1532, se transformou em sua obra-prima. O livro, um manual sobre a arte de governar, foi inspirado no estilo político de César Bórgia um dos mais ambiciosos comandantes italianos, que ficou conhecido por seu poder e atrocidades que cometeu para conseguir o que queria. Maquiavel viu nele o modelo para os demais governantes da época.
A obra revela a preocupação de Maquiavel com o momento histórico da Itália, fragilizada pela falta de unidade nacional e alvo de invasões e intrigas diplomáticas. Indignado com a decadência política e moral da Itália, o autor dirige conselhos dirigidos a Lourenço, de Médici com o único objetivo de unificar a Itália e criar uma nação moderna e poderosa.
Para Maquiavel, o importante era realizar o desejo projetado, mesmo sob qualquer forma de governo – monarquia ou república, e por qualquer meio, inclusive a violência. Considerava os fatores morais, religiosos e econômicos, que operavam na sociedade como forças que um governante hábil poderia e deveria utilizar para construir um estado nacional forte. Assim, o príncipe com seu exército nacional que substituísse as precárias forças mercenárias, deveria ser capaz de estender seu domínio sobre todas as cidades italianas, acabando com a discórdia.
Em 1512, quando os Médici derrubaram a República e retomaram o governo de Florença, perdido em 1494, Maquiavel foi destituído de seu cargo e recolhe-se ao exílio voluntário na propriedade de San Casciano, perto de Florença, onde iniciou sua atividade de escritor político, historiador e literato. Em 1513, começou a trabalhar nos “Discursos sobre a Primeira Década de Tito Lívio”, em que faz uma análise da República Romana, e procurou nas experiências do passado uma solução para os problemas da Itália.
Durante o exílio escreveu também “O Príncipe” (1513), “O Diário em Torno de Nossa Língua” (1516) procurando demonstrar a superioridade do dialeto florentino sobre os demais dialetos da Itália e “A Arte da Guerra”, publicada em 1521, em forma de diálogo, onde expõe as vantagens das milícias nacionais sobre as tropas mercenárias e realiza um exaustivo estudo de estratégia e tática militar.
Em 1519, anistiado, volta a Florença, sob as graças dos Médici. Em 1520, conseguiu do cardeal Giulio de Médici a função remunerada de escrever a “História de Florença”, um tratado em estilo clássico, que ficou consagrado como a primeira obra da historiografia moderna.
Em 1526, é encarregado pelo papa Clemente VII de inspecionar as fortificações de Florença e organizar um exército permanente para sua cidade, sob o comando de Giovanni Delle Bande. Em 1527, o saque de Roma pelo imperador Carlos V, do Sacro Império Romano-Germânico, restabeleceu a república em Florença. Maquiavel, visto como favorito dos Médici foi excluído de toda atividade política.
Nicolau Maquiavel faleceu em Florença, Itália, no dia 22 de julho de 1527. Seu corpo foi sepultado na Igreja da Santa Cruz, em Florença. Morreu sem ver seu sonho realizado, pois a unificação da Itália só se completaria no século XIX.

## A virtude política no Príncipe
Para compreender a forma com que Nicolau Maquiavel trabalha com o conceito de virtù, e a sua relação com a vida política, é necessário compreender primeiro o que ela não é, de acordo com a sua filosofia. Se outrora, a política era entendida por seus contemporâneos, embebidos de uma tradição clássica, como Francesco Patrizi, como a arte de governar bem, essa arte não se dissociava, também, de uma preconceção política: A necessidade (daquele que deseja possuir essa arte) ser "virtuoso", podendo entender o "virtuoso" como àquele que se esforça para atingir o grau mais alto de excelência de acordo com os padrões defendidos pela tradição humanista: um bom exemplo é o “Das boas maneiras” de Pietro Paolo Vergerio, onde é defendida uma educação correta para os príncipes, e que a prática continua da virtú colocaria o homem a caminho da sabedoria. Durante o Renascimento, essa tradição era perpetuada por meio dos autores espelhos, isto é, autores que, através dos estudos humanistas, resgatavam o ideal clássico da arte de governar, com isso resgatando, também, um ideal de virtude – onde essa seria o fundamento político de todo e qualquer governo. Tais autores escreviam livros que aconselhavam os governantes a seguirem um modelo paradigmático, onde a conceção da virtude moral não se dissociava da virtude política para o exercício da arte de governar. Todavia, a postura de Maquiavel não somente configura um marco, por se distanciar dessa tradição (e ao mesmo tempo criticá-la), mas por dar luz a uma nova compreensão a respeito da virtude política. Maquiavel tratará do paradoxo do governante que pretende manter o poder: Como manter sempre uma auto-imagem virtuosa, ou agir sempre virtuosamente, ao passo que, agir, sempre de forma virtuosa, pode vir a prejudicar à manutenção do poder? Em outras palavras, até que ponto é realmente valoroso agir preocupando-se em ser virtuoso e, concomitantemente, tendo em vista se manter no poder?
A autonomia da política
A resposta da filosofia de Maquiavel é a dissociação dicotômica da virtù política em relação à virtù moral. Se na visão tradicional, era necessário compor-se de virtudes moralmente dignificantes, para o exercício da arte de governar, em Maquiavel tal perspetiva se dilui. Isso se dá pois o homem está inserido em uma ordem natural que escapa do seu controle, em outras palavras, ele é o microcosmo de uma parte do todo, onde a natureza rege, ou controla, essa ordem a qual ele mesmo não criou, mas que, de algum modo, o modela.
  

Dessa análise deriva-se o conceito de Fortuna em Maquiavel, i.e, essa ordem que, em certa medida, é política, pois ela não somente regula a natureza mas, também, regula a vida e o comportamento dos homens de forma fortuita, ou contingencial, tendo que esses, se adaptarem a ela. Logo o mundo político se compõe de maneira diversa de um mundo de ordem moral idealizado pelos homens (como na possível República de Platão). Maquiavel, portanto, se mantém sensível ao problema da relação inversamente proporcional da vida política e da vida moral:
Há, porém, uma tão grande distância entre o modo como se vive e o modo como se deveria viver, que aquele que em detrimento do que se faz privilegia o que se deveria fazer mais aprende a cair em desgraça que a preservar a sua própria pessoa. Ora, um homem que de profissão queira fazer-se permanentemente bom não poderá evitar a sua ruína, cercado de tantos que bons não são. Assim, é necessário a um príncipe que deseja manter-se príncipe aprender a não usar a bondade, praticando-a ou não de acordo com as injunções.
O resultado é que a arte de governar deve, portanto, ter como escopo o real e concreto da vida dos homens (o modo como eles vivem) em sociedade (ou seja, a política por excelência), e a necessidade de promover uma estabilidade do poder no mundo da fortuna. Isso ocorre pois Maquiavel compreende que, antes de dar uma resposta que apele para sociedades, ou até mesmo governantes, moralmente idealizados — onde essas teriam que se adequar a esses ideais — é necessário partir do pressuposto evidente que a sociedade política antecede a sociedade moral.
A sociedade moral é resultado do mundo político dos homens e esses estão inseridos, no mundo moral, por um conjunto de representações, ou seja, a moral regula a imagem representativa do homem em sociedade. Logo a prática, ou não, das virtudes morais, deve ter em vista o conjunto das relações na vida pública, e estar conformidade a ela.
Nova definição da virtude

Visto isso, a concepção de "virtù" ganha uma nova óptica em Maquiavel. Essa não é mais entendida como a arte de agir tendo em vista paradigmas moralmente idealizados, onde a ação do príncipe fosse regulada a partir de algum preceito atemporal, universal, onde o que se espera é agir tendo em vista algum bem (como na conceção moral aristotélica). Maquiavel se distancia da tradição moralista, mas mantém a conceção de agir tendo em vista um bem, no entanto, a partir de sua nova perspetiva, o príncipe deve agir tendo em vista o bem público, i.e, tendo em vista manter firme as relações que compõe a manutenção do poder. Como, no exemplo do capítulo XVII:
César Bórgia foi reputado cruel; entretanto a sua dita crueldade reconciliou internamente a Romanha, fê-la coesa, reconduzindo-a a um estado de paz e de fidelidade. Considerando tudo atentamente, veremos que ele foi muito mais piedoso que o povo florentino, o qual, para evitar a fama que advém da crueldade, permitiu a destruição de Pistoia. Um príncipe, portanto, para poder manter os seus súditos unidos e imbuídos de lealdade, não deve preocupar-se com esta infâmia, já que,com algumas poucas ações exemplares, ele mostrar-se-á mais piedoso que aqueles que, por uma excessiva comiseração acabam deixando medrar a desordem da qual derivam as mores e os latrocínios.
Logo, a conceção de virtù, nessa nova perspetiva, se atém à vida dos homens e as complexas relações desenvolvidas pela fortuna. A genuína virtù de um príncipe reside, agora, na capacidade desse de modelar-se diante dos homens, sabendo transitar entre o homem, i.e, o moral, e o animal, na medida que esse deve, assim como o leão e a raposa, saber fazer o bom emprego da força e da astúcia no momento necessário. A virtù, portanto, se constitui de fazer um bom uso da própria ação, já que o príncipe é o principal agente regulador do poder, portanto, ela é a habilidade de resolver problemas concretos da vida política.

## Modelos de governo
Para Maquiavel, só há duas formas de governo: o Principado (governado por somente uma pessoa), e a República (governado por mais de uma pessoa). Em O Príncipe, Maquiavel discorre quase que exclusivamente sobre a primeira forma, como já anuncia logo no primeiro capítulo  da obra, no qual também são apresentadas suas subdivisões (principados hereditários ou novos, estes novamente divididos em inteiramente novos ou anexados).
A revolução em ciência política operada por Maquiavel, relativamente ao pensamento político clássico, consiste em promover uma separação entre política e moral. Essa separação fica mais clara justamente em O Príncipe, pois as lições ali apresentadas visam exclusivamente à obtenção e manutenção do poder de Estado. Dessa maneira, em O Príncipe não se verificam distinções, tais como apresentadas por Aristóteles, entre formas puras e impuras de governo, estas resultantes de corrupções daquelas em razão de visarem ao bem do indivíduo ou grupo no poder, em vez de ao bem comum.